# Brigada 3 Roșiori (1916-1918)
Brigada 3 Roșiori a fost o mare unitate de cavalerie, de nivel tactic, care s-a constituit la 14/27 august 1916, prin mobilizarea unităților și subunităților existente la pace. Din compunerea brigăzii făceau parte Regimentul 5 Roșiori și Regimentul 3 Călărași. Brigada a făcut parte din organica  Diviziei 1 Cavalerie, fiind dislocată la pace în garnizoana Bazargic. :p. 114
La intrarea în război, Brigada 3 Roșiori a fost comandată de colonelul Traian Străinescu. Brigada a participat la acțiunile militare pe frontul român, pe toată perioada războiului, între 14/27 august 1916 - 28 ocotmbrie/11 noiembrie 1918.:passim

## Participarea la operații

### Campania anului 1916
În campania din anul 1916 Brigada 3 Roșiori a participat la acțiunile militare în dispozitivul de luptă al  Diviziei 1 Cavalerie, participând la operația de apărare pe frontul de sud și Operația de pe Argeș și Neajlov. :passim:passim

### Campania anului 1917
În campania din anul 1917 Brigada 3 Roșiori a participat la acțiunile militare în dispozitivul de luptă al  Diviziei 1 Cavalerie, participând la a treia bătălie de la Oituz. În această campanie, brigada a fost comandată de colonelul Marcel Olteanu. :passim:passim

## Comandanți
- Colonel  Traian Străinescu
- Colonel  Marcel Olteanu